# Hermann Huber (Politiker, 1863)
Hermann Huber (* 15. Juli 1863 in Besenbüren; † 25. Juli 1915 in Wohlen; heimatberechtigt in Besenbüren) war ein Schweizer Politiker (FDP). Von 1905 bis 1909 war er Regierungsrat des Kantons Aargau.

## Biografie
Nachdem er die Bezirksschule in Muri und die Kantonsschule in Aarau absolviert hatte, studierte Huber Recht und Volkswirtschaft. 1866 promovierte er an der Universität Basel und eröffnete im selben Jahr eine Anwaltskanzlei in Wohlen. Bald entwickelte er sich zu einer führenden Figur der Freiämter Liberalen und machte sich im dort dominierenden katholisch-konservativen Lager zahlreiche Feinde, weshalb ihm politische Ämter zunächst versagt blieben. Huber leitete jenes Komitee, welches erreichte, dass Wohlen 1894 als eine der ersten Gemeinden im Aargau mit Elektrizität versorgt wurde. Auch sicherte er die Finanzierung einer neuen Wasserversorgung. 1902 gehörte er zu den Mitbegründern der Bremgarten-Dietikon-Bahn.
1901 wurde Huber in den Grossen Rat des Kantons Aargau gewählt. 1905 folgte die Wahl in den Regierungsrat, wo er als Nachfolger von Gottlieb Käppeli das Finanzdepartement übernahm. Während seiner Amtszeit erhielten die Kirchgemeinden jene Pfrundgüter zurück, die 1841 als Folge des Aargauer Klosterstreits an den Staat gefallen waren. Ausserdem setzte sich Huber für den Ausbau der kantonalen Elektrizitätsversorgung ein. Gesundheitliche Probleme zwangen ihn 1909 zum Rücktritt. Er führte seine Kanzlei in Wohlen weiter und gehörte bis 1912 wiederum dem Grossen Rat an.